# Estadi d'Angondjé
El Stade d'Angondjé és un estadi multiusos situat a Angondjé, una barriada de la ciutat de Libreville, capital de Gabon. També és conegut com al Stade de l'Amitié, el seu nom complet essent Stade de l'amitié sino-gabonaise.
Va ser una de les quatre seus de la Copa d'Àfrica de Nacions 2012 on s'hi va disputar la final.